# 帕特里斯·卢蒙巴
帕特里斯·盧蒙巴（法語：Patrice Émery Lumumba；1925年7月2日—1961年1月17日），非洲特特拉族政治人物，剛果民主共和國獨立運動的主要領導人，生于1925年7月2日开赛省桑库鲁县，並於1960年出任其首名总理。但剛果於獨立後不久後旋即爆發內戰，其終於戰亂中失勢被俘，並於1961年1月17日在加丹加被處決。

## 早年
盧蒙巴出生於比屬剛果一農家，中學畢業後在郵局工作。1955年当选为非洲雇员联合会东方省分会主席。1958年協助创建了刚果第一个全国性政党-剛果民族運動党（Mouvement National Congolais）。盧蒙巴致力於不同族群的團結，使得剛果民族運動的聲勢日漸壯大。

## 剛果獨立運動
1959年，盧蒙巴成為剛果民族運動党的領導人。同年末，当选为全非人民大会常设委员会委员。1959年11月，殖民当局镇压斯坦利维尔群众运动时，以唆使骚乱罪逮捕了卢蒙巴，但迫于舆论压力，不久即释放。1960年1月，卢蒙巴出席了关于刚果独立的布鲁塞尔圆桌会议，会上，他坚决反对分裂刚果，坚持建立独立、统一、民主国家的原则。5月，剛果举行首次議會選舉，剛果民族運動党选举联盟於下議院的137席取得41席成為最大黨。6月23日，卢蒙巴当选为总理，组织首届政府。6月30日，剛果共和國成立。

## 內戰
但随后重要的礦產出產地、南方的加丹加省发生叛乱，叛軍首領莫伊兹·冲伯邀请比利时军队重新进驻刚果，新生的共和国面临危机。7月間比利時軍隊攻擊首相官邸，占領利奥波德维尔機場，盧蒙巴與比利時斷交，並要求聯合國予以支援。但美国控制的联合国军抵达后，拒绝与合法政府合作以恢复刚果统一。9月14日，刚果国民军参谋长蒙博托·塞塞·塞科发动政变，联合国军以保护为名软禁了卢蒙巴。

## 遇害及身後
11月27日，卢蒙巴潜离利奥波德维尔，前往东方省，想和政变后迁往斯坦利维尔的合法政府会合，但途中被蒙博托部队绑架，并交予冲伯。冲伯不顾联合国秘书长达格·哈马舍尔德等人的呼吁，於1961年1月17日至18日間聯同由美国中央情报局、比利時國家安全局、英国軍情六處組成的「白人傭兵」将卢蒙巴殘忍殺害，更肢解其遺體並以焚燒、強酸毀屍，最後僅留下一顆金牙作為證明其死亡的證據帶回布鲁塞尔。

### 遺骸歸還
2020年6月30日，帕特里斯·卢蒙巴的女兒茱莉安娜·阿馬托·盧蒙巴（Juliana Lumumba）在一封公開信中呼籲比利時國王菲利普要求「將帕特里斯·埃默里·盧蒙巴的遺物歸還給他祖先的土地」，並稱她的父親是「一個沒有墳墓的流浪英雄，為何沒有墳墓來令他能夠永恆安息？」 ，2020年9月10日，比利時法院裁定該國政府須將盧蒙巴僅存的遺骸—一顆金牙歸還剛果民主共和國。然而與盧蒙巴謀殺有關的戰爭罪調查正在進行中。
2021年5月，剛果總統菲利克斯·齊塞克迪宣布接返盧蒙巴的遺骸。他在首都金沙薩舉行的國會議會會議前發表這歷史性的宣言。然而由於2019冠状病毒病疫情，移交儀式被推遲。
2022年6月，菲利普國王首次訪問剛果民主共和國，並重申對其前殖民地剛果的殖民歷史表示遺憾之意，並將過去比利時的統治描述為「不平等關係的政權」，2022年6月22日，比利時政府正式將其唯一遺骸歸還給家屬。儀式於6月21日至22日在布鲁塞尔舉行。比利時首相亞歷山大·德克羅代表比利時政府就他的國家在處決獨立英雄中所扮演的角色道歉。
隨著他的遺體歸還，盧蒙巴將在首都金沙薩的一座特殊陵墓中安息。剛果民主共和國宣布全國哀悼三天。葬禮恰逢他著名的獨立日演講發表61週年。

## 遗产
1961年2月位于苏联莫斯科的人民友谊大学被正式更名为盧蒙巴人民友谊大学；该校成立于1960年，专为第三世界国家培训青年共产党员。后于1992年再度更名为俄罗斯人民友谊大学。
1961年3月，第三届全非人民大会宣布他为非洲英雄。
1964年8月22日，卢蒙巴主义统一党成立。
2000年，海地導演拉烏爾·佩克拍攝了一部電影《盧蒙巴》，由艾瑞克·艾伯納尼飾演盧蒙巴，描述盧蒙巴領導剛果獨立運動到遇害的過程，全片在莫桑比克和辛巴威拍攝，2000年在坎城影展首映。2002年，比利時政府正式為帕特里斯·卢蒙巴暗殺事件向家屬道歉。
在刚果（金）国内，卢蒙巴被塑造为民族团结的象征；而在国外，他通常被视为泛非主义者和反殖民主义革命家。卢蒙巴的意识形态遗产被称为卢蒙巴主义。与其说这是一套复杂的学说，不如说它是一组基本原则，通常包括：民族主义、泛非主义、不结盟和社会进步主义。蒙博托主义在一定程度上是建立在这些原则基础之上的。刚果的大学生——他们在独立前对卢蒙巴并无太多敬意——在他去世后转而接受了卢蒙巴主义。